# Jat (Volk)

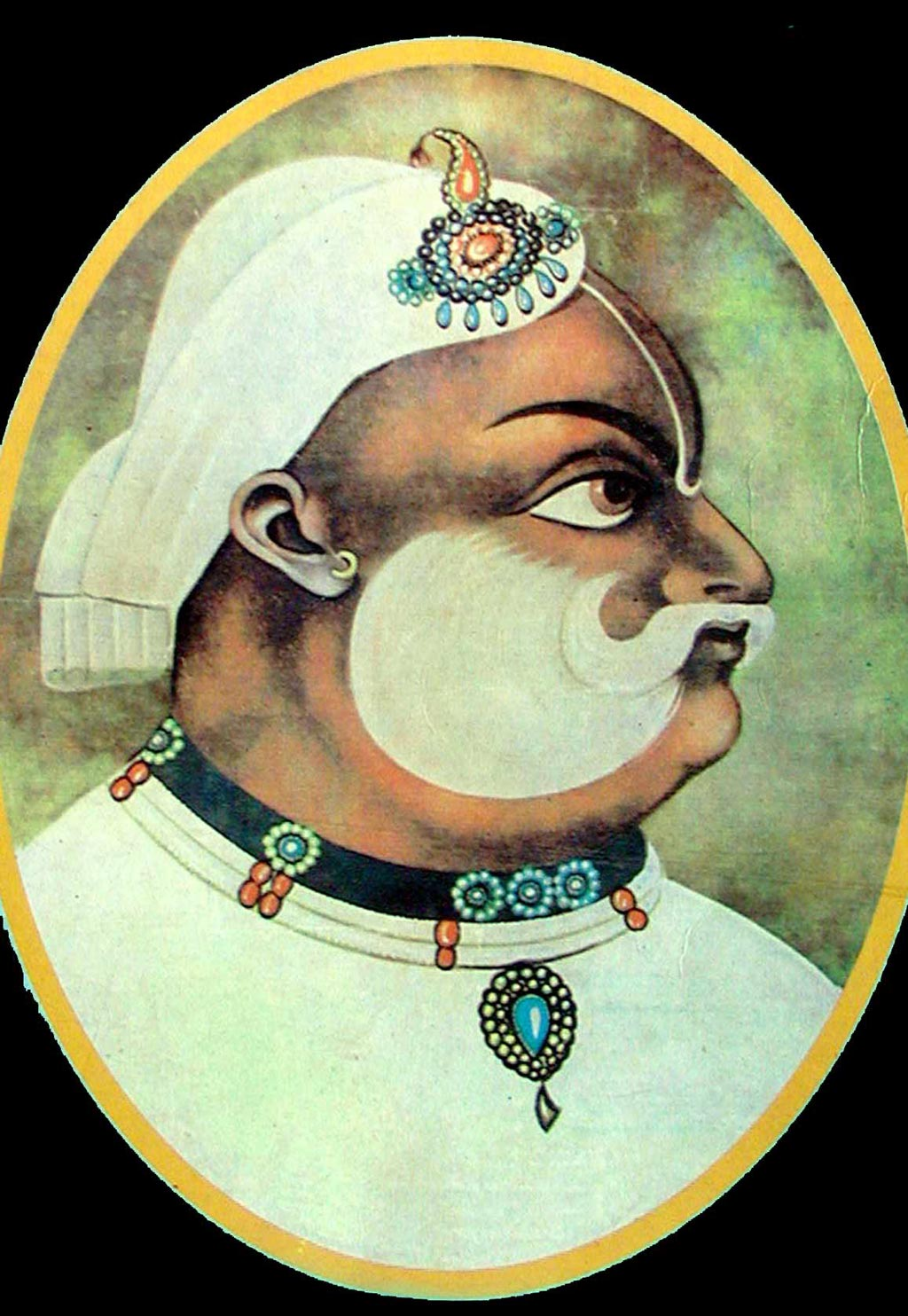
Maharaja Suraj Mal von Bharatpur (reg. 1756–1763) gilt als der bedeutendste historische Repräsentant des Jat-Volkes.

Die Jat oder Jats sind ein Volk bzw. eine Volksgruppe im Nordwesten Indiens (hauptsächlich im Punjab inklusive Haryana) und in Teilen Pakistans. Sie sind heute Anhänger verschiedener Religionen (Hinduismus, Sikhismus, Islam), doch ist die Verehrung der Ahnen immer noch ein wesentliches Element ihrer Vorstellungs- und Glaubenswelt; darüber hinaus lehnten sie lange Zeit weltliche und religiöse Autoritäten ab, Die Jats genießen einen hohen sozialen Status und gelten aufgrund ihres Landbesitzes als dominierende Kaste.

## Geschichte
Das Jat-Volk wird von den meisten Forschern auf vorarische, manchmal auch auf skythische Reiter- und Nomadenstämme zurückgeführt, die im Lauf des 2. und 1. Jahrtausends v. Chr. bis ins südliche Industal vordrangen, dort allmählich sesshaft wurden und Ackerbau betrieben. Die ältesten schriftlichen Nachrichten über die Jats stammen von arabischen Autoren des 8. Jahrhunderts, die im Verlauf der islamischen Eroberung des Sindh auf dieses Volk trafen. Einige nomadisch gebliebene Stammesgruppen der Jats wanderten vom 11. bis ins 16. Jahrhundert hinein entlang der Flüsse des fruchtbaren Fünfstromlandes bis ins heutige Indien und bevölkerten weite Teile des Punjab (incl. Haryana) sowie kleinere Gebiete in Rajasthan und im Westen der heutigen Bundesstaaten Uttar Pradesh und Madhya Pradesh. In dieser Zeit wurden auch sie sesshaft, nahmen äußerlich den Glauben der jeweils dominierenden Religion an und entwickelten sich zu Landbesitzern bis hin zu Maharadschas (z. B. in Deeg bzw. Bharatpur); andere Jat-Gruppen führten ein eher bandenmäßiges und räuberisches Leben entlang der Karawanenstraßen und innerhalb bzw. in der Nähe der Städte. Wiederholte Rebellionen der Jats gab es im 17. Jahrhundert (der Aufstand von 1669 richtete sich gegen die Religionspolitik sowie gegen die insgesamt zentralistische und somit restriktive Verwaltung durch den Großmogul Aurangzeb) und in den ersten Jahrzehnten des 18. Jahrhunderts. Sowohl der 10. Großmogul Farrukh Siyar als auch der Maharaja Jai Singh II. unternahmen mehrere Feldzüge gegen sie; andererseits taten Angehörige der Jats Dienst in deren Armeen.

## Bevölkerungsanteile

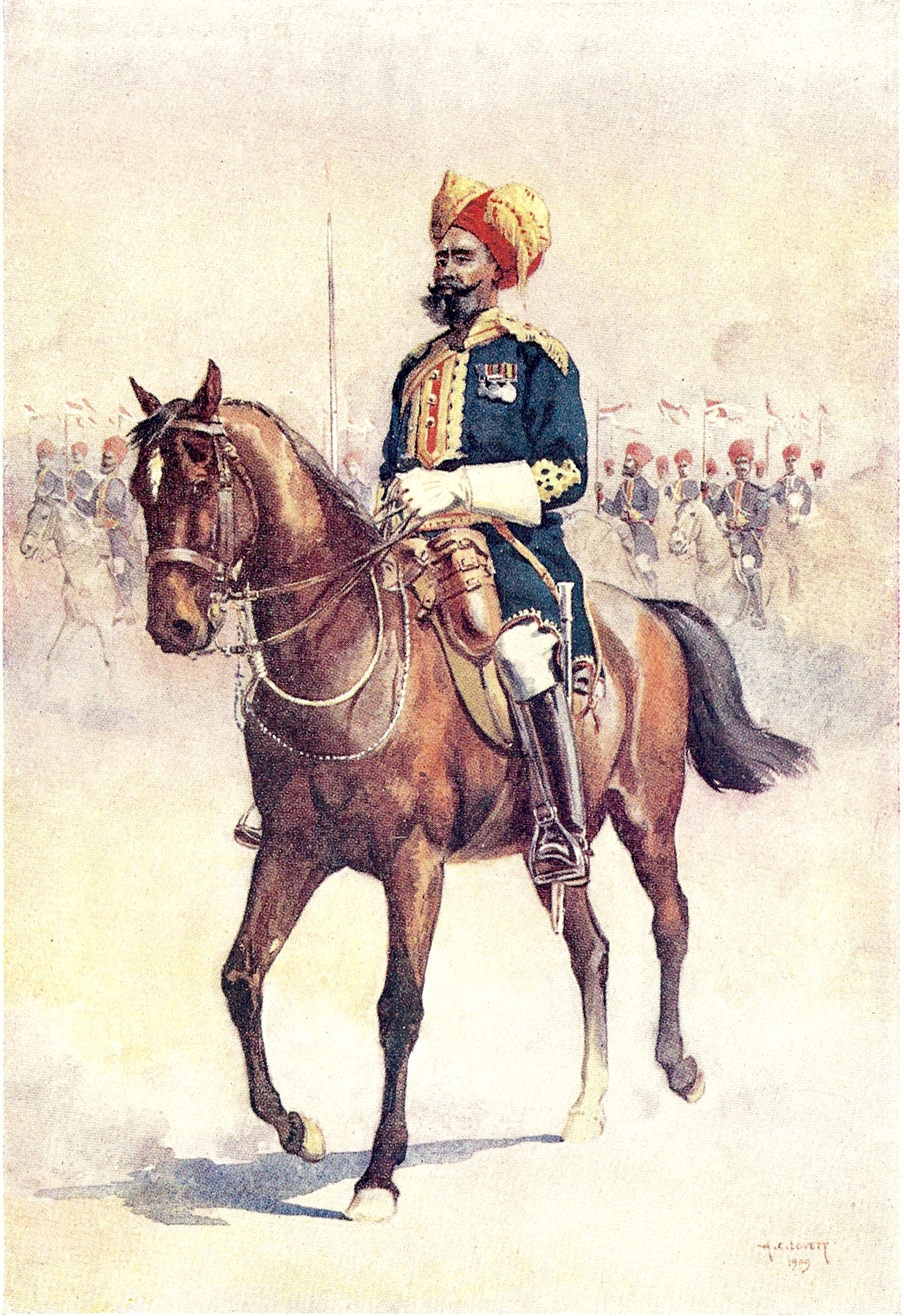
Lanzenreiter-Kompanie der Jats (Aquarell um 1900)

Im Jahr 2012 bezifferte die Hindustan Times die Anzahl der indischen Jat-Bevölkerung auf 82,5 Millionen, doch es gibt auch deutlich niedrigere Zahlen (siehe Tabelle).
| Region                 | Jat Bevölkerung 1931 | Jat Bevölkerung 1988 | Anteil am Jat-Volk |
| ---------------------- | -------------------- | -------------------- | ------------------ |
| Punjab (incl. Haryana) | 6.068.302            | 22.709.755           | ca. 73,0 %         |
| Rajasthan              | 1.043.153            | 3.651.036            | ca. 12,0 %         |
| Uttar Pradesh          | 810.114              | 2.845.244            | ca. 9,2 %          |
| Jammu und Kashmir      | 148.993              | 581.477              | ca. 2,0 %          |
| Belutschistan          | 93.726               | 369.365              | ca. 1,2 %          |
| Bombay                 | 54.362               | 216.139              | ca. 0,7 %          |
| Delhi                  | 53.271               | 187.072              | ca. 0,6 %          |
| Ajmer-Marwar           | 29.992               | 104.972              | ca. 0,3 %          |

## Sozialer Status
Ein einheitlicher sozialer Status der Jats innerhalb der indischen oder pakistanischen Gesellschaft kann nicht bestimmt werden, da sie völlig unterschiedlichen Berufen und Tätigkeiten nachgehen und somit über ein unterschiedliches Ansehen in der Bevölkerung verfügen. Bereits die Briten erkannten das kriegerische Potential vieler Jats, stuften sie als Martial Race ein und stellten ein Infanterie-Regiment auf, das von der indischen Armee übernommen wurde und hohes Ansehen genießt. Auch in den Punjab-Regimentern der pakistanischen Armee dienen Jats. Unter den Jats befinden sich auch einflussreiche Politiker wie der – allerdings nur ein halbes Jahr regierende – 6. Premierminister Indiens Chaudhary Charan Singh. Auch die von 2011 bis 2013 amtierende pakistanische Außenministerin Hina Rabbani Khar entstammt einer Jat-Familie, die allerdings schon vor Jahrhunderten zu einflussreichen Großgrundbesitzern aufgestiegen war.
Viele Jats in Indien fühlen sich auch im ausgehenden 20. und beginnenden 21. Jahrhundert benachteiligt und unterdrückt; sie fordern eine Einstufung als Other Backward Class (OBC) oder Scheduled Caste, wodurch sie in den Genuss einer bereits existierenden Quotenregelung für Anstellungen im Öffentlichen Dienst und in der Wirtschaft gelangen würden. Am 20. Februar 2016 blockierten und zerstörten aufständische Jats im ehemals zum Punjab gehörenden Bundesstaat Haryana sämtliche Verkehrsverbindungen und Teile des Munak-Kanals, der die Hauptstadt Delhi mit Trinkwasser versorgt. Zur Sicherung des Wasserbauwerks wurde die Armee eingesetzt; es gab Tote und Verwundete. Tausende Pendler und Reisende saßen tagelang auf Bahnhöfen und Straßen fest. Die Aufständischen zerstörten in großem Umfang privates und öffentliches Eigentum – in der Großstadt Rohtak weiteten sich die Unruhen zu sozialen Unruhen aus, denn es wurden vorrangig Geschäfte und Unternehmen von Nicht-Jats angegriffen und teilweise in Brand gesetzt.